# Jean Moulin
Jean Moulin (1899-1943), nhà lãnh đạo phong trào kháng chiến trong Chiến tranh thế giới thứ hai. Ông được nhắc đến ngày hôm nay như là một biểu tượng của kháng chiến, do vai trò của ông trong việc thống nhất các kháng Pháp dưới Charles de Gaulle và cái chết của ông dưới tay của Gestapo. 
Hài cốt của ông đã được chuyển vào Điện Panthéon ở Paris, Pháp ngày 19 tháng 12 năm 1964.
Mộ ông hiện ở nghĩa trang Père Lachaise.

## Tiểu sử
Moulin sinh ra vào ngày 20 tháng 6 năm 1899 tại Béziers, Pháp, nơi cha ông làm giáo viên địa lý. Ông đã có một tuổi thơ yên bình với anh trai và em gái của mình. Sau đó, theo gương của cha mình, Moulin lên án đảng Cộng hòa mạnh mẽ. Trong năm 1917, ông đã đăng ký học Viện Montpellier, và được bổ nhiệm một "Tuỳ viên đến nội các" ở quận phòng ban cho Hérault. Moulin nhập ngũ quân đội Pháp vào ngày 17 Tháng 4 năm 1918, và đã được phái đến Trung đoàn công binh thứ 2, nhưng trước khi ông có thể tham chiến sau khi kết thúc khóa huấn luyện, các hiệp ước đình chiến của ngày 11 tháng 11 năm 1918 đã được ký kết. Giải ngũ đầu tháng 11 năm 1919, ông ngay lập tức tự giới thiệu mình ở quận phòng ban tại Montpellier, nơi ông tiếp tục chức năng cũ của mình cùng một tuần. Nhờ thực hiện công việc tốt ông đã được thăng chức, và ông trở thành "phó nội các" vào cuối năm 1920.